# 아르투리 일마리 비르타넨
아르투리 일마리 비르타넨(핀란드어: Artturi Ilmari Virtanen, 1895년 1월 15일 ~ 1973년 11월 11일)은 핀란드의 생화학자이다. 산처리에 의한 동물의 사료와 영양물의 보존법을 개량한 사료보존법을 연구·개발한 공로로 1945년에 노벨 화학상을 수상했다.

## 주요 연구
- 사료 보존법 (AIV 사일리지 공법)
- 젖산 및 프로피온산 발효와 설탕 인산화에서 조효소의 필수성을 확립
- 콩과 결절의 질소 고정을 연구 - 레그헤모글로빈의 중요성 입증[2]

## 수상 경력
- 1945년 : 노벨 화학상

## 참고 문헌
- WH Brock (2001). “Virtanen, Artturi Ilmari”. 《Encyclopedia of Life Sciences》. doi:10.1038/npg.els.0002936.
- Jorma K. Miettinen (1975). “Artturi Ilmari Virtanen”. 《Plant and Soil》 43 (1–3): 229–234. doi:10.1007/BF01928489.
- R. A. Kyle; M. A. Shampo (1981). “Artturi Ilmari Virtanen”. 《Journal of the American Medical Association》 246 (2): 150. doi:10.1001/jama.246.2.150. PMID 7017179.
- Matti Kreula (1974). “In memoriam Artturi I. Virtanen 1895–1973”. 《Zeitschrift für Ernährungswissenschaft》 13 (1–2): 1–5. doi:10.1007/BF02025018.
- https://www.famousscientists.org/artturi-virtanen/
- https://en.wikipedia.org/wiki/AIV_fodder